# Hamer H. Budge

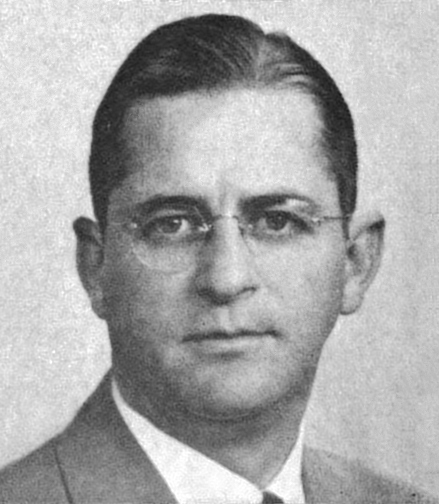
Hamer H. Budge

Hamer Harold Budge (* 21. November 1910 in Pocatello, Idaho; † 22. Juli 2003 in Scottsdale, Arizona) war ein US-amerikanischer Politiker (Republikanische Partei). Zwischen 1951 und 1961 vertrat er den zweiten Wahlbezirk des Bundesstaates Idaho im US-Repräsentantenhaus.

## Werdegang
Hamer Budge besuchte die öffentlichen Schulen in Boise. Von 1928 bis 1930 studierte er am College of Idaho in Caldwell und danach bis 1933 an der Stanford University in Kalifornien. Nach einem abschließenden Jurastudium an der University of Idaho begann er ab 1936 als Rechtsanwalt zu arbeiten.
Von 1939 bis 1941 sowie im Jahr 1949 war er Abgeordneter im Repräsentantenhaus von Idaho. Während des Zweiten Weltkrieges war Budge Soldat in der US Navy, deren Reserve er auch später angehörte. 1950 wurde er im zweiten Wahlbezirk von Idaho in das US-Repräsentantenhaus gewählt, wo er am 3. Januar 1951 John C. Sanborn ablöste. Nach einigen Wiederwahlen konnte er bis zum 3. Januar 1961 insgesamt fünf zusammenhängende Legislaturperioden im Kongress absolvieren. Im Jahr 1960 unterlag er aber bei den Wahlen dem Demokraten Ralph R. Harding.
Zwischen 1961 und 1964 war Hamer Budge Richter im dritten juristischen Bezirk von Idaho. Im Jahr 1964 wurde er von Präsident Lyndon B. Johnson in die United States Securities and Exchange Commission, die nationale Börsenaufsichtsbehörde, berufen. Von 1969 bis zu seinem Rücktritt im Jahr 1971 war er Vorsitzender (Chairman) dieser Kommission. Danach war er noch bis 1978 Präsident der Mutual Funds Group in Minneapolis. Hamer Budge starb im Juli 2003 in Arizona und wurde in Boise beigesetzt.